# Raymond Petit (Widerstandskämpfer)

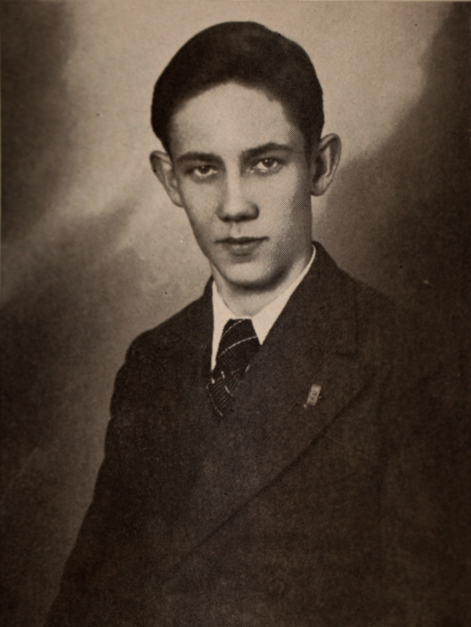
Raymond Petit

Raymond Petit (* 16. Januar 1920 in Luxemburg (Stadt); † 21. April 1942 in Berdorf) war ein luxemburgischer Student und Widerstandskämpfer, der unter den Pseudonymen AC13 oder Fernand Schmitt arbeitete.

## Leben
Raymond Petit war der zweite Sohn von Jean-Pierre Petit und Anne Olinger. Als Kind erkrankte er an Kinderlähmung. Mit viel Rehabilitation und Training konnte er die Kinderlähmung teilweise überwinden und sich schließlich sehr gut auf dem Fahrrad fortbewegen.
Nach der Grundschule in der Luxemburg (Stadt) besuchte er das College in Echternach. Er begeisterte sich für Musik und engagierte sich im Schachclub, der sich zunehmend zu einer politischen Diskussionsgruppe entwickelte. Damals bildete sich der sogenannte „Echternacher Freundeskreis“, der den Kern der späteren Widerstandsorganisation LPL bildete.
In der Zeit des Drôle de Guerre gab es unter mehreren Studenten Diskussionen über einen möglichen Widerstand. Einen konkreten Anstoß erhielt Raymond Petit durch Dr. Henius, einen durch die Flucht aus dem „Reich“ staatenlos gewordenen Deutschen, der Raymond Petit über die wahren Verhältnisse unter den Nazis, die Judenverfolgung usw. berichtete. Gleichzeitig kam er über die „Alliance française“ in Kontakt mit Menschen, die sich sehr für die Situation und die Ereignisse im deutsch-luxemburgischen Grenzgebiet interessierten, und wurde ehrenamtlicher Mitarbeiter eines französischen Geheimdienstes, für den er auch einen kleinen Auftrag erfüllte. Sie begannen auch, pro-nationalsozialistische Persönlichkeiten, insbesondere Kommilitonen, auszuspionieren und konnten einige deutsche Sympathisanten identifizieren, die bei der Besetzung Luxemburgs nach dem Einmarsch eine Rolle spielten.
Mit dem Einmarsch der Wehrmacht am 10. Mai 1940 erlangten diese Aktivitäten blutigen Ernst. Raymonds Bruder Pierre Petit schreibt:

„Unsere bisherigen Unternehmungen gegen deutsche Agenten und Luxemburger Verräter waren trotz unserer ehrlichen Begeisterung und Entschlossenheit und trotz der erzielten Erfolge eher ein romantisches Detektivspiel gewesen, bei dem wir schlimmstenfalls riskierten, in eine zünftige Schlägerei verwickelt zu werden. Doch jetzt war alles anders. [...] Wir hatten Angst, aber wir wollten nicht einfach aufstecken.“

Am Sonntag, dem 19. Mai, traf er sich mit seinen Kollegen in Hemstel, um die Lage zu analysieren. Schon damals plädierte er dafür, eine nationale Widerstandsbewegung zu gründen und diese offiziell der Großherzogin Charlotte und ihrer Regierung zu unterstellen. Aus unerklärlichen Gründen erschien im Luxemburger Wort vom 21. Mai 1940 ein Nachruf, in dem es hieß, Raymond Petit sei am Sonntagabend in der Nähe von Altrière gestorben. Einige Wochen später war er jedoch wieder in seiner Klasse. Über seine Aktivitäten in dieser Zeit ist nichts bekannt. Er habe in einem Krankenhaus gearbeitet, sich als Medizinstudent ausgegeben und Verwundete versorgt. Er sei mit dem Motorrad durch die Front nach Frankreich und wieder zurückgefahren und habe andere mehr oder weniger fantasievolle Geschichten erzählt, ob glaubwürdig oder nicht. Laut Erny Gillen hatten seine Kollegen den Eindruck, dass er ihnen nicht die ganze Wahrheit sagen wollte.

## LPL
Nachdem im Sommer 1940 die Militärverwaltung durch das deutsche CdZ-Gebiet Luxemburg unter Gauleiter Gustav Simon abgelöst worden war und die Propaganda zur Germanisierung Luxemburgs auf Hochtouren lief, gründete Raymond Petit Ende September 1940 die LPL.
Das Netzwerk wurde systematisch aufgebaut, Schulen und Gymnasien waren ein fruchtbarer Boden. Bald bildeten sich in allen Städten, in denen ein Schüler Mitglied der LPL war, lokale Sektionen. Die Mitglieder der patriotischen Liga verteilten Flugblätter und Fotos und verbreiteten Nachrichten und Gerüchte. Materielle und moralische Unterstützung und Hilfe für von der Gestapo gesuchte Personen musste organisiert werden. Das Geld dafür wurde unter den Mitgliedern gesammelt. Für diejenigen, die auf Seiten der Alliierten kämpfen wollten, mussten Fluchtwege gefunden werden. Kontakte zu französischen und belgischen Untergrundorganisationen wurden geknüpft, zuverlässige Verbindungen nach London mussten hergestellt werden. Lebensmittelmarken, gefälschte Papiere wie Personalausweise, Geburts- und Taufscheine, Heirats- und Sterbeurkunden mussten besorgt oder beigebracht werden. Sogar Waffen wurden am 26. Oktober 1941 von der Polizeistation Dikretsch „zur Verfügung gestellt“. Noch vor Einführung der Wehrpflicht Ende August 1942 wurde die Aufnahme politischer Flüchtlinge vorbereitet.
Eine der wichtigsten Aktivitäten des Widerstands war die Kampagne gegen die sogenannte Personenstandsaufnahme vom 10. Oktober 1941.

Raymond Petit wurde mitgeteilt, dass er nicht zur ersten Prüfung im Jahr 1941 zugelassen werden würde und er verließ die Schule kurz vor der Prüfung. Er war weiterhin aktiv, beteiligte sich an der Kampagne gegen die Personenstandsaufnahme im Oktober und ging am 21. November 1941 in Deckung. Er nahm den falschen Namen Fernand Schmitt an und zog fünf Monate von Ort zu Ort: Von Echternach floh er nach Berdorf und dann nach Drauffelt (mit Zwischenstopp in Eselborn). Nach Drauffelt hielt er sich auch eine Zeit lang in Rodingen auf; dann ging es wieder über Echternach und Berdorf nach Drauffelt.
Nach einer Verhaftungswelle im November 1941 und einem weiteren schweren Schlag der Besatzer gegen den Widerstand im Februar 1942 kam es wieder zu einer kurzen Ruhephase. Raymonds Kollegen wollten ihn bei einem „Franc-Tireur“ (einem Nazi-Gegner ohne Mitgliedschaft in einer Organisation) verstecken, um die Spuren sicher zu verwischen, doch er bestand darauf, weiterzuarbeiten, denn es gab genug zu tun: Traktate vorbereiten und verteilen, Sabotageaktionen planen und durchführen, die immer schwieriger werdende Verbindung mit London fortsetzen, Haltestellen einrichten, Linien nach Belgien und nach Frankreich unterhalten und so weiter.
Nach weiteren Verhaftungen am 16. und 17. April versuchten seine Freunde erneut, ihn in Sicherheit zu bringen. Doch Petit, der sich wieder in Berdorf befand, wollte nicht weitermachen und wurde am Abend des 21. April 1942 von der Gestapo verhaftet. Er schoss auf sie, traf zwei oder drei von ihnen und nahm dann die letzte Kugel, die er hatte, für sich. Laut Jean Aimé Stoll hatte er beschlossen, sich selbst zu opfern, damit die anderen ihm die Schuld geben konnten, und so verhinderte er, dass seine Mitkämpfer verhaftet wurden.
Bis heute gibt es keine eindeutige Antwort auf die Frage, ob und wenn ja, von wem er verraten wurde oder ob er sich selbst aufgegeben hatte. Ungeachtet dessen hielt Raymond Petit sein Wort und kämpfte bis zum Tod. Anschließend begruben die Deutschen seine Asche in Deutschland, um zu verhindern, dass seine Grabstätte zum Märtyrerdenkmal wird. Sein Tod hatte jedoch weit über die Grenzen Luxemburgs hinaus Nachhall und wurde in der alliierten Presse gewürdigt, etwa im „Daily Telegraph“ oder im „Daily Express“.
Die Nazis hörten nie auf, nach dem „Big Boss“ zu suchen, obwohl sie wahrscheinlich wussten, dass Raymond Petit einer der Hauptführer war. Auch nach dem Krieg glaubten noch viele Menschen an diesen Mythos, wie der folgende Auszug aus einem Artikel des späteren Ministers Pierre Grégoire zeigt: „Ein Raymond Petit darf als Held verehrt und mit dem Ruhm unseres politischen Martyriums in Erinnerung bleiben. Er hat es als treuer, enthusiastischer und mutiger Sohn der LPL-Bewegung verdient. Dass er weder der geistige Vater noch das wirkliche Oberhaupt dieser Liga war, sollten zumindest seine heutigen Lobpreiser und Bewunderer, die es wissen, verkünden ... Ich möchte der Wahrheit halber die eigentlichen Gründer überlassen lebe als solches weiter“.

## Ehrungen
Am 23. August 1945 um 9 Uhr morgens fand in der Kathedrale von Luxemburg eine feierliche Trauerfeier für Raymond Petit statt.
1947 wurde die Asche von Raymond Petit aus Deutschland überführt. Am Montag, dem 13. Januar, kamen sie um halb sechs Uhr nachmittags auf einem Militärlastwagen in Rímech an und wurden herzlich empfangen. Am Dienstag, den 14. Januar, fand um halb elf ein feierliches Requiem in der Kathedrale von Luxemburg statt, und um halb zwölf wurde die Urne mit der Asche auf dem Niklos-Friedhof beigesetzt. Merkwürdigerweise konnte eine Rede, die der Echternacher Professor Charles Becker für diese Zeremonie vorbereitet hatte, nicht gehalten werden; sie wurde einige Tage später im Tageblatt veröffentlicht. Im Luxemburger Wort vom 13. Januar 1947 findet sich ein Bericht von Pfarrer Nik Theis über Petits Leben als Widerstandskämpfer und seinen dramatischen Tod. Ein anderer Aspekt von Petits Persönlichkeit, nämlich seine Liebe zur Musik, stand im Mittelpunkt eines Artikels im Wort vom 18. Januar 1947, der einen längeren Text mit dem Titel „Was die Musik mir bedeutet“ enthielt, den Petit selbst im November 1940 verfasst hatte.
Am 23. Januar 1947 wurde Raymond Petit zusammen mit vielen anderen im Krieg gefallenen Widerstandskämpfern posthum mit dem Croix de la Résistance ausgezeichnet.
Sein Name erschien auch auf dem Monument aux Morts, das im März 1955 in der sogenannten Aile des sciences des Echternacher Kollegs eingeweiht wurde.
Zum 50. Todestag von R. Petit wurden zahlreiche Artikel in den Zeitungen und im Rappel veröffentlicht. Am Morgen des 21. April 1992 fand in der Stadt eine Zeremonie mit einer Messe in der Glacis-Kapelle und der Niederlegung von Blumen auf Petits Grab statt. Am Nachmittag wurde im Rahmen einer zweiten Gedenkfeier in Echternach im Flügel der Biologieschule eine Gedenktafel zum Gedenken an Raymond Petit eingeweiht. Dieser Gebäudeteil sollte fortan den Namen Aile Raymond Petit tragen, der sich in der Praxis jedoch nicht durchsetzen konnte.
Schließlich wurde am 13. Oktober 2008 in Berdorf, am Eingang der Raymond-Petit-Straße, durch Bürgermeister Ernest Walerius im Beisein von Minister Nicolas Schmit und Staatssekretärin Octavie Modert ein Gedenkstein für Raymond Petit eingeweiht.